# Hans Friedrich Gadow

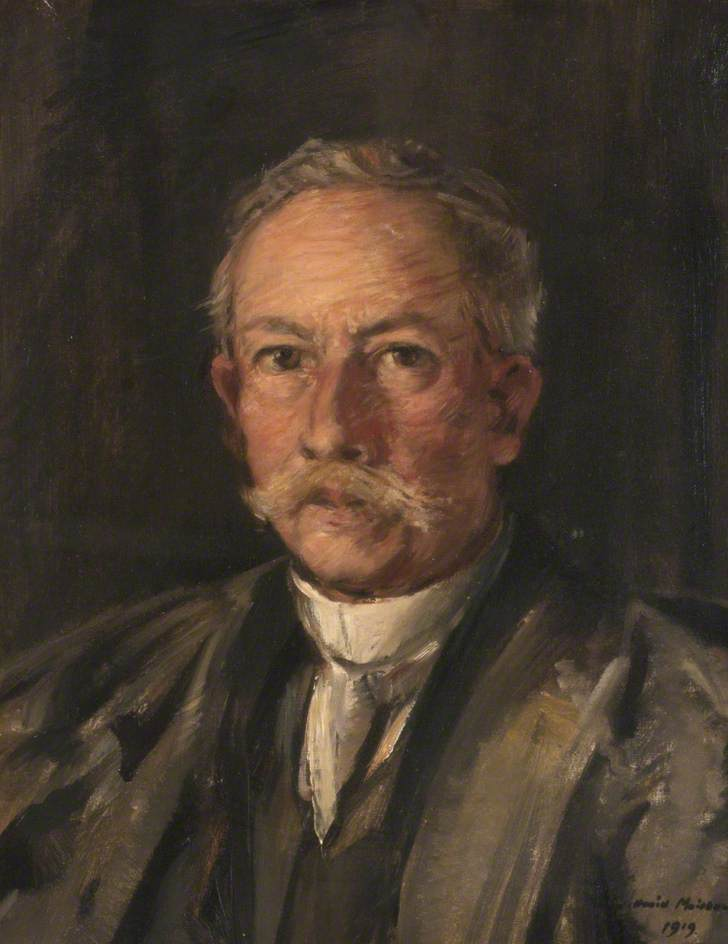
Portret door David Muirhead (1919)

Hans Friedrich Gadow (Stary Kraków, 8 maart 1855 - 16 mei 1928) was een Duitsland geboren ornitholoog die in Groot-Brittannië werkte. Zijn werk aan de classificatie van vogels, op basis van anatomische en morfologische kenmerken, was invloedrijk en werd door Alexander Wetmore gebruikt in zijn classificatie van Noord-Amerikaanse vogels.
Gadow werd geboren in Stary Kraków (Pommeren) als zoon van een inspecteur van de Pruisische koninklijke bossen. Hij studeerde aan de universiteiten van Berlijn, Jena en Heidelberg. In Jena studeerde hij bij Ernst Haeckel en aan de Universiteit van Heidelberg bij anatoom Karl Gegenbaur. Na zijn afstuderen reisde hij in 1880 op verzoek van Albert Günther naar het British Museum (Natural History) in Londen om te werken aan de Catalogue of the Birds in the British Museum. Gadow bezorgde Volume VIII, over mezen, klauwieren en boomklevers, en Volume IX, over honingzuigers en honingeters. Gadow ontwierp ook een nieuwe systematische volgorde van vogelorden en -families die afweek van eerder werk omdat ze gebaseerd was op fylogenetische principes door vergelijking van anatomische en morfologische kenmerken en gebruik maakte van de studies van Max Fürbringer. Deze systematische volgorde werd doorontwikkeld door Alexander Wetmore en James L. Peters gedurende de jaren dertig tot zestig van de twintigste eeuw.
In 1884 volgde Gadow Osbert Salvin op als conservator van de Strickland-collectie aan de Universiteit van Cambridge en hij werd benoemd tot lector morfologie van gewervelden. Hij werd lid van de British Ornithologists' Union in 1881 en Fellow van de Royal Society in 1892. Hij werd genaturaliseerd Britse burger in 1882. Hij trouwde met Clara Maud Paget, dochter van Sir George E. Paget.
In 1895 en 1896 maakten Gadow en zijn vrouw twee reizen naar Noord-Spanje, van Baskenland tot Galicië. In 1897 publiceerde Gadow 
In Northern Spain (In Noord-Spanje), een boek dat zeer interessante observaties bevatte over geografie, etnografie en fauna en flora.
Gadows publicaties omvatten Classification of the Vertebrata (1898), een vertaling van Haeckels werk getiteld The Last Link (1898) en de artikelen over anatomie in Alfred Newtons Dictionary of Birds.
Gadow wordt gememoreerd in de wetenschappelijke naam van drie Mexicaanse hagedissen: Abronia gadovii, Anolis gadovii en Urosaurus gadovi ; zijn vrouw Clara Maud Gadow in die van een Mexicaanse hagedis, Sceloporus gadoviae.